# جيوفاني فيلوتيو أكيليني
جيوفاني فيلوتيو أكيليني Giovanni Filoteo Achillini (1466 – 1538) كان شاعر وفيلسوف إيطالي.
ولد في بولونيا وكان الشقيق الأصغر للفيلسوف أليساندرو أكيليني.
تعلم اليونانية واللاتينية واللاهوت والفلسفة والموسيقى والشعر. لكنه لم يبرز في أي مجال منها. لكن شعره هو الباقي من بين أعماله، وهي مكتوبة بالأسلوب الذي ساد في أواخر القرن الخامس عشر.